# Iñaki Bernal Lumbreras
Iñaki Bernal Lumbreras, né le 13 décembre 1974, est un homme politique espagnol membre de Izquierda Unida (IU).

## Biographie

### Vie privée
Il est marié.

### Profession
Il est diplômé en travail social de l'université publique de Navarre et possède un master en intervention individuelle, familiale et communautaire.
Il est éducateur social et s'occupe de l'attention primaire aux services sociaux de la man-communauté de Berrioplano, Iza et Juslapeña.

### Activités politiques
Il est élu conseiller municipal de Berriozar en 2011.
Le 26 juin 2016, il est élu sénateur de Navarre au Sénat grâce à la coalition Cambio-Aldaketa. Au Sénat, il est second secrétaire de la commission de la Santé et des Services sociaux.